# Босфорская экспедиция

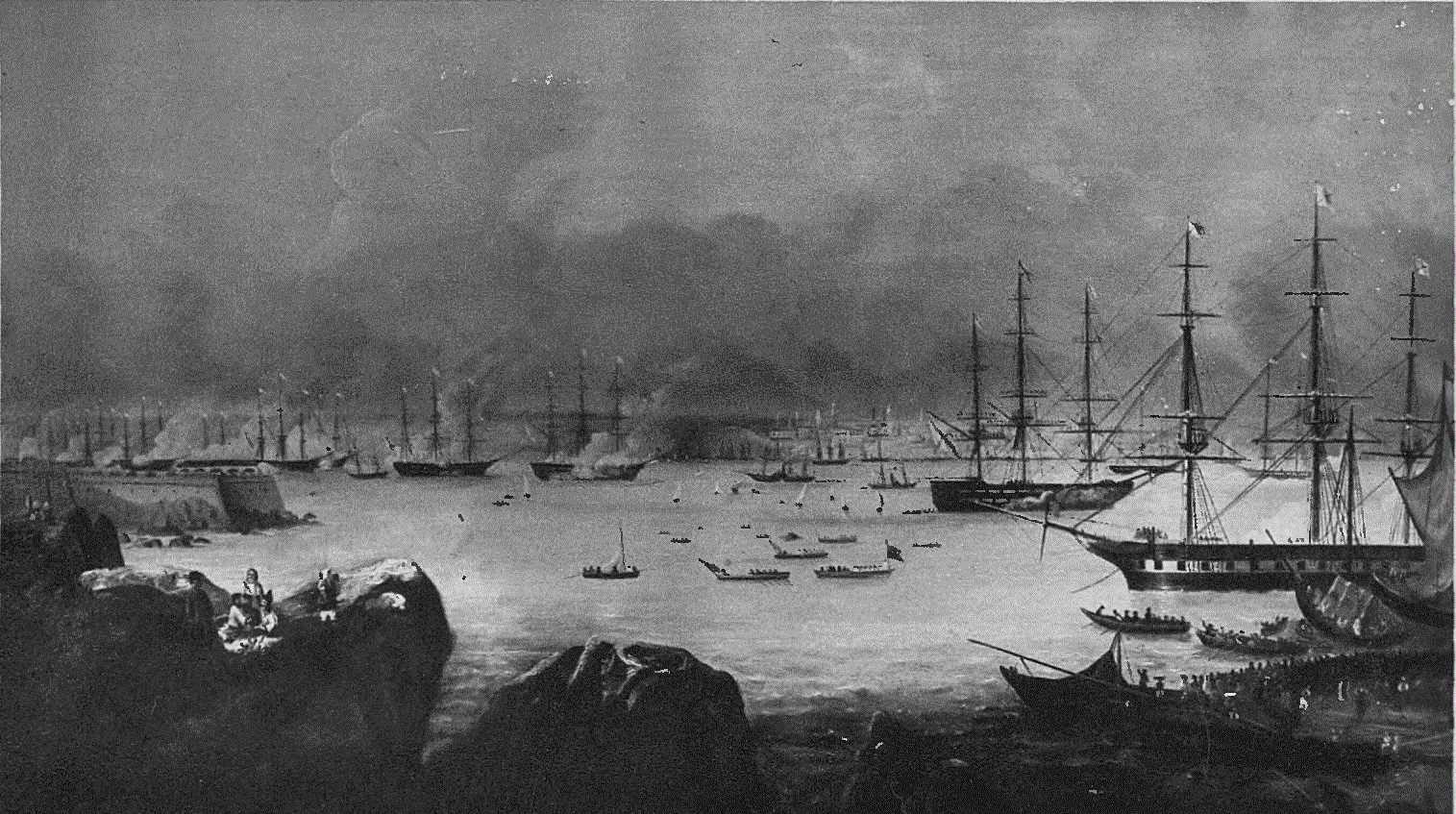
Эскадра Черноморского флота в Босфоре.

Босфо́рская экспеди́ция 1833 года — поход кораблей российского флота с десантом сухопутных войск в Босфор, осуществлённый по просьбе турецкого султана Махмуда II для прикрытия столицы и помощи Турции во время Турецко-египетской войны 1831—1833 годов.

## Предыстория
Египет захватил Сирию в мае 1832 года, но Махмуд II продолжал отвергать притязания Египта на владение Сирией. Тогда Мухаммед Али Египетский принял решение о дальнейшем наступлении на владения турецкого султана, пользуясь выжидательной политикой Франции и Англии. Опасаясь раздела Османской империи и усиления влияния Франции и Англии в регионе, российский император Николай I предложил турецкому султану военную помощь для борьбы с Египтом.

## Ход экспедиции
В ноябре 1832 года в Стамбул был направлен личный представитель императора генерал-лейтенант Н. Н. Муравьёв, обещавший султану военную помощь силами черноморской эскадры. Послы Англии и Франции встретили его приезд в столицу Турции с явным недовольством. Опасаясь русского усиления на Ближнем Востоке, они стремились убедить султана во враждебности России. Одновременно английские и французские дипломаты не предпринимали никаких практических действий для прекращения все более углублявшегося конфликта, в то время как Мухаммед Али готовился к полному разгрому армии султана. После поражения турецкой армии в битве при Конье (21 декабря 1832 года) создалась непосредственная угроза падения Стамбула.
В этих условиях Порта официально обратилась к русскому правительству с просьбой о присылке черноморской эскадры и сухопутных войск для защиты Турции. 8 (20) февраля 1833 года русская эскадра в составе 9 кораблей (4 линейных корабля и 5 фрегатов) с 30-тысячным десантом на борту под командованием контр-адмирала М. П. Лазарева вошла в Босфор и встала на якоре перед зданием русской миссии. 24 марта в Босфор прибыла вторая русская эскадра контр-адмирала М. Н. Кумани в составе 3-х линейных кораблей, фрегата, 4-х транспортов и 3-х зафрахтованных купеческих судов с десантом в 5 500 человек. 11 апреля в Босфор прибыла третья русская эскадра контр-адмирала И. И. Стожевского в составе 3-х линейных кораблей, 2-х бомбардирских судов, 1 транспорта и 11 купеческих судов с десантом численностью 4 700 человек. Русский десант расположился лагерем на азиатском берегу Босфора.

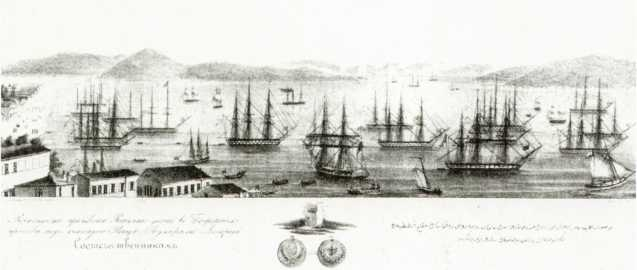
Эскадра Черноморского флота в Босфоре. Гравюра 1830-х годов

Прибытие русского флота к берегам Босфора вызвало протесты со стороны Франции, требовавшей от султана удаления русских кораблей из Босфора, однако вместо этого султан просил о прибытии всё новых русских войск. Французский адмирал Руссен предлагал своё посредничество между султаном и Мухаммедом, в противовес России, но это ни к чему не привело. Для демонстрации силы и дружбы с Турцией 15 апреля был произведён торжественный смотр десантных войск в присутствии султана, высших сановников и генералитета Османской империи, а 20 мая — торжественный смотр султаном всех кораблей русской эскадры. Колебания султана между Францией и Россией ухудшало внутриполитическую обстановку в Османской империи. Генерал Муравьёв 1 января 1833 года прибыл в Александрию и заставил Мухаммеда Али остановить войска в их продвижении к Стамбулу.
В мае 1833 года для руководства русским десантом и переговоров с султаном и египетским пашой в Стамбул прибыл чрезвычайный посланник русского императора генерал-адъютант А. Ф. Орлов. Его нажим, присутствие многотысячного русского десанта на Босфоре и нежелание войны с Россией вынудили Ибрагима-пашу отвести свои войска за горы Тавра. Мухаммед Али согласился ограничиться приобретением Сирии и отказался от более масштабных планов. Его согласие зафиксировала Кютахийская конвенция (4 мая 1833 года) между Турцией и Египтом. Немедленно после эвакуации войск Ибрагим-паши Орлов отдал приказ о выводе русского десанта из Турции, который 15 (27) июня 1833 года оставил турецкое побережье и погрузился на русские корабли, выполнив обязательства, данные султану. На следующее утро русский флот с прощальным салютом покинул Босфор. После успешной экспедиции между Россией и Османской империей был заключён Ункяр-Искелесийский договор, по которому Турция обязалась закрыть Черноморские проливы для любых стран, кроме России. Только к 1840 году Великобритании удалось вывести Османскую империю под своё влияние, и через год с подписанием Лондонской конвенции о проливах Россия утратила плоды Ункяр-Искелесийского договора.

## Итог
Между Россией и Турцией наметилась основа для сближения и союза (Ункяр-Искелесийский договор).